# Bigelis
Bigelis (m. 471) foi um rei gótico do século V, ativo durante o reinado do imperador bizantino Leão I, o Trácio (r. 457–474). Nada se sabe sobre ele, exceto que foi morto em 471 pelo oficial alano Ardabúrio a mando de Leão. Provavelmente governou um dos vários grupos ostrogodos que tornaram-se independentes com a fragmentação do Império Huno de Átila (r. 431–453).